# حاكم روماني
الحاكم الروماني (بالإنجليزية: Roman magistrates)‏ كان مسؤولاً منتخباً في روما القديمة. خلال عهد المملكة الرومانية، كان ملك روما هو الحاكم التنفيذي الأساسي في الدولة. كانت سلطة الحاكم الروماني - على أرض الواقع - مطلقة، فقد كان أهم قس وقاض وواضع قوانين في الدولة فضلاً عن كونه القائد الأعلى للجيش الروماني. عندما يموت الملك كانت تنتقل سلطته مؤقَّتاً إلى مجلس الشيوخ، حيث يتولى هذا اختيار حاكم مؤقت للدولة ليسهل انتخاب الملك الجديد. خلال فترة الانتقال من المملكة إلى الجمهورية، انتقلت السلطة الدستورية من يد ملك روما إلى مجلس الشيوخ. عندما تأسست الجمهورية أول أمرها في سنة 509 ق.م، انتقلت سلطة الملك السابقة إلى يد القناصل الرومان، حيث كان ينتخب اثنان منهم كل عام. كان المسؤول عن انتخاب الحكام الرومانيين في عهد الجمهورية هو شعب روما، وكان يُمنَح كل من الحكام درجة مختلفةً من الصلاحيات تسمى «السلطات الكبرى» (maior potestas). فقد كانت لدى الدكتاتور «سلطات كبرى» تتعدى أي حاكم روماني آخر، يليه ترتيب هرمي للسلطات، فبعد الدكتاتور مباشرة يأتي الرقيب، ثم القنصل، يليه البريتور، وأخيراً الإيديل ثم الكويستور. كان يستطيع أي حاكمٍ الاعتراض على قرار اتخذه حاكم له صلاحيات مساوية له أو أدنى منه، وهو ما كان يسمى حق النقض. تقنياً، لم يكن يعتبر أفراد البليبس (العامة) الذين يحصلون على منصب الإيديل أو الأطربون من فئة الحكام، لأنه لم ينتخبهم إلا عامة مثلهم، ولذلك فقد كانوا أدنى رتبةً بكثير من جميع الحكام الآخرين الأقوياء.
عند انتقال روما مجدداً من جمهورية إلى إمبراطورية، انتقلت السلطات الدستورية من مجلس الشيوخ لتعود مرَّة أخرى إلى الحاكم التنفيذي، الذي أصبح الآن الإمبراطور الروماني (بالتالي، أصبحت لدى الإمبراطور فعلياً سلطة مطلقة على الدولة). شكلياً، كان ينتخب مجلس الشيوخ الأباطرة الجدد دوماً، إلا أنَّ العادة جرت على أن يختار كل إمبراطور بدوره وليَّ عهده، ولم يكن هذا القرار يتأثر إلا بالاضطرابات، كالحروب الأهلية وتدخلات الجيش. كانت تتألف سلطات الإمبراطور بالدرجة الأولى من فئتين، هما «السلطات الأطربونية» و«السلطات القنصلية». كانت تتمثَّل الفئة الأولى بصلاحيات شبيهة لصلاحيات الأطربون في العهد الجمهوري، حيث يحظى الإمبراطور بسلطة على الحكومة المدنية في روما. أما الفئة الثانية فكانت شبيهة بصلاحيات الحكام العسكريِّين، حيث تعطي الإمبراطور سلطة على الجيش. كانت الاختلافات بين هذه الصلاحيات واضحة في الأيام الأولى للإمبراطورية، لكنها بدأت تختفي مع الوقت، وأصبح الأباطرة يحظون بسلطات ملكية مطلقةٍ أكثر منها دستورية. رغم ذلك، بقيت في عهد الإمبراطورية بعض المناصب القديمة التي كانت تمثل تسلسل الحكام الهرمي أيام الجمهورية الرومانية، وهذه المناصب هي البريتور والأطربون والإيديل والكويستور والأطربون العسكري. من جهة أخرى، ألغى ماركوس أنطونيوس (أثناء تولّيه صلاحيات القنصل سنة 44 ق.م) منصبي الدكتاتور وقائد الفرسان، وقد ألغى خلفاؤه بعد سنوات قليلة صلاحية الرقيب بدورها.